# اریکا ماروژان
اریکا ماروژان (مجاری: Erika Marozsán؛ زادهٔ ۳ اوت ۱۹۷۲) بازیگر اهل مجارستان است.
از فیلم‌ها یا برنامه‌های تلویزیونی که وی در آن نقش داشته است، می‌توان به ضیافت عشق، یکشنبه غم‌انگیز و در اشاره کرد.